# Бурая ржавчина пшеницы
Puccinia recondita (лат.) — вид паразитических базидиальных грибов из порядка ржавчинных грибов, вызывающий заболевание растений, называемое бу́рой ржа́вчиной пшени́цы. Поражает преимущественно пшеницу, собирательное название нескольких рас (около 200).

## Распространение
Гриб распространён повсеместно, поэтому выращивание пшеницы всегда сопряжено с опасностью массового заболевания посевов. В северных регионах и в Сибири, где не так выражена жаркая летняя погода, споры сохраняются лучше, и опасность заболевания возрастает.
Гриб поражает и другие злаки — пырей, костёр, овсяницу, житняк, мятлики.

## Биологический цикл
Гриб зимует в уредостадии, чаще в виде уредомицелия на озимой пшенице и пожнивных остатках.

## Меры борьбы с поражением посевов
- Замена сортов на более устойчивые.
- Своевременная уборка, посев в оптимальные сроки.
- В районах эпифитотии — авиаопрыскивание фунгицидами.
- Предпосевная обработка — фумигация, протравливание семян.
- Выпалывание лещины, особенно в Сибири.

## Промежуточные хозяева
- Лещина